# Faringdon
Faringdon lub Great Faringdon – miasto i civil parish w Anglii, w regionie South East England, w hrabstwie Oxfordshire, w dystrykcie Vale of White Horse. W 2011 roku civil parish liczyła 7121 mieszkańców.
Miasto od czasu zmiany granic hrabstw Berkshire i Oxfordshire w 1974 zostało największym ośrodkiem miejskim południowej części hrabstwa Oxfordshire i przeżywa gwałtowny rozkwit. Great Faringdon jest wspomniana w Domesday Book (1086) jako Ferendone.

## Miasta partnerskie
- Le Mêle-sur-Sarthe